# Charles Babalola
Charles Babalola, född 20 december 1990 i London, är en brittisk skådespelare. Han har bland annat medverkat i filmerna Legenden om Tarzan och Maria Magdalena från 2016, respektive 2018. Han kommer dessutom att medverka i Eli Roths filmatisering av datorspelet Borderlands, som beräknas ha biopremiär i augusti 2024.

## Filmografi

### Filmer
- 2016 – Legenden om Tarzan
- 2018 – Maria Magdalena
- 2020 – Gretel & Hansel
- 2024 – Borderlands

### TV-serier
- 2015 – The Coroner (TV-serie)
- 2016 – Thirteen (TV-serie)
- 2016 – Unge kommissarie Morse (TV-serie)
- 2016–2019 – Black Mirror (TV-serie)
- 2017 – Broadchurch (TV-serie)
- 2017 – Stan Lee's Lucky Man (TV-serie)
- 2017 – Mord i paradiset (TV-serie)
- 2017–2020 – Kommissarie Bancroft (TV-serie)
- 2020 – Tyst vittne (TV-serie)
- 2021–2022 – The Outlaws (TV-serie)